# Филипич, Филип
Фили́п Фили́пич (серб. Филип Филипић / Filip Filipić; род. 25 апреля 1980, Белград) — сербский гребец, выступал за национальные сборные Югославии, Сербии и Черногории по академической гребле в первой половине 2000-х годов. Участник летних Олимпийских игр в Сиднее, чемпион мира среди юниоров, финалист европейских и мировых первенств, победитель и призёр многих регат национального значения.

## Биография
Филип Филипич родился 25 апреля 1980 года в Белграде. Первое время проходил подготовку в местном столичном клубе «Партизан», позже уехал учиться и тренироваться в США в Калифорнийском университете в Беркли, состоял университетском гребном клубе California Golden Bears. Неоднократный победитель и призёр различных студенческий соревнований.
Дебютировал на международной арене в 1997 году, выступив на чемпионате мира среди юниоров в бельгийском Хацевинкеле. Год спустя в программе безрульных двоек одержал победу на юниорском мировом первенстве в австрийском Линце. Ещё через год впервые выступил на Кубке мира по академической гребле и побывал на взрослом чемпионате мира в канадском Сент-Катаринсе.
Благодаря череде удачных выступлений Филипич вошёл в основной состав национальной сборной Сербии и Черногории и удостоился права защищать честь страны на летних Олимпийских играх 2000 года в Сиднее. Стартовал здесь в зачёте безрульных распашных четвёрок вместе с партнёрами Младеном Стегичем, Иваном Смиляничем и Бобаном Ранковичем — на стартовом квалификационном этапе они показали лишь пятый результат, но через дополнительный отборочный заезд, где были лучшими, всё же пробились в полуфинал. На стадии полуфиналов финишировали пятыми и попали тем самым в утешительный финал «Б». В утешительном финале «Б» сербско-черногорский экипаж занял второе место и, таким образом, расположился в итоговом протоколе соревнований на восьмой строке.
После сиднейской Олимпиады Филип Филипич остался в основном составе гребной команды Сербии и продолжил принимать участие в крупнейших международных регатах. Так, в 2001 году он побывал на чемпионате мира в Люцерне, где дошёл до финала «Б» и финишировал там четвёртым. В 2003 году выступил на мировом первенстве в Милане. Последний раз показал сколько-нибудь значимый результат на международной арене в сезоне 2004 года, когда соревновался на втором этапе Кубка мира в Мюнхене. Вскоре по окончании этих соревнований принял решение завершить карьеру профессионального спортсмена, уступив место в сборной молодым сербским гребцам.